# Shepard Broad
Shepard Broad (Szmuel Bobrowice) (8 de julio de 1906, Pinsk, Bielorrusia – 6 de noviembre de 2001, Bay Harbor Islands, Florida) fue un banquero, filántropo y abogado radicado en Miami Beach.
Szmuel Bobrowice. se inició en su ciudad natal como aprendiz de sastre y ne 1914 emigró a Estados Unidos. Arribó en Quebec y gracias a la intervención de Adolph Stark, presidente de la Canadian-Jewish Immigration Society no fue deportado a Bielorrusia. Broad llegó a Nueva York en 1920 y en 1927 se graduó de abogado. Ejerció abogacía en Nueva York entre 1928 y 1940, trasladándose a Miami Beach en 1941 donde fundó la firma Broad and Cassel.
En 1945, junto a 21 miembros de la colectividad judía fue uno de los que proyectaron el futuro estado de Israel con David Ben-Gurion
En 1947 fundó Bay Harbor Islands, de dos islotes de manglares y lodo que emergían de la Bahía Biscayne. La villa se incorporó en 1947 y Broad fue su intendente durante 26 años con un sueldo anual de $1. También construyó el puente entre Miami y las islas hoy llamado Broad Causeway.
Fundó universidades, centros recreativos y participó en directorios de organizaciones benéficas y de salud entre ellos Florida International University, Barry University, University of Florida, Florida State University y el Shepard Broad Law Center de Nova Southeastern University.